# Luigi Tasselli
Luigi Tasselli (Pietole, 20 ottobre 1901 – Mantova, 5 novembre 1971) è stato un pistard e ciclista su strada italiano.
Attivo come dilettante e indipendente tra il 1928 e il 1934, nel 1928 vinse la medaglia d'oro olimpica nell'inseguimento a squadre su pista insieme a Cesare Facciani, Giacomo Gaioni e Mario Lusiani.

## Palmarès

### Pista
- 1928 (dilettanti)

Giochi olimpici, Inseguimento a squadre (con Giacomo Gaioni, Cesare Facciani e Mario Lusiani)

### Strada
- 1929 (dilettanti)

Gran Premio San Gottardo
- 1930 (dilettanti)

Gran Premio San Gottardo

## Piazzamenti

### Grandi Giri
- Giro d'Italia

1931: ritirato

### Classiche monumento
- Milano-Sanremo

1931: 65º
1932: 63º

### Competizioni mondiali
- Giochi olimpici

Amsterdam 1928 - Inseguimento a squadre: vincitore